# Diego Valoyes
Diego Luis Valoyes Ruíz (ur. 22 września 1996 w Cartagenie) – kolumbijski piłkarz występujący na pozycji skrzydłowego, reprezentant Kolumbii, od 2023 roku zawodnik meksykańskiego Juárez.